# Torda-de-penacho
A torda-de-penacho (Aethia cristatella) é uma pequena ave marinha da família Alcidae, distribuída pelo Pacífico norte e pelo Mar de Bering. A espécie se alimenta mergulhando em águas profundas, comendo krill e uma variedade de pequenos animais marinhos. Faz ninhos em colônias densas de até 1 milhão de indivíduos no Mar de Bering e no Mar de Ocótsqui. Frequentemente se reproduz em colônias de espécies mistas com a Aethia pusilla [en], um coespecífico menor.
A espécie é conhecida por seus ornamentos sexuais, encontrados tanto em machos quanto em fêmeas. Eles incluem plumagem colorida com uma crista na testa, um odor marcante que lembra frutas cítricas e um som alto de trombeta, todos os quais parecem ter evoluído por meio da seleção sexual. A população total é de cerca de 6 milhões, quase a metade na América do Norte. Em geral, é considerada espécie pouco preocupante, embora a população do Alasca enfrente ameaças adicionais de predação e derramamentos de óleo.

## Taxonomia
A torda-de-penacho foi descrita pela primeira vez como Alca cristatella em 1769 pelo zoólogo alemão Peter Simon Pallas. O epíteto específico cristatella é neolatino para “pequena crista”, do latim cristatus. Atualmente, ele está incluído no gênero  Aethia, que foi introduzido pelo naturalista alemão Blasius Merrem em 1788. O gênero inclui quatro espécies de tordas. Não há subespécies reconhecidas da torda-de-penacho. Dentro do gênero, ele está mais intimamente relacionado à  torda-de-bigodes (A. pygmaea). A família Alcidae é composta por muitas espécies de aves costeiras, incluindo outras tordas (não pertencentes ao gênero Aethia), papagaios-do-mar, tordas-mergulheiras, airos e aves do gênero Uria.

## Descrição

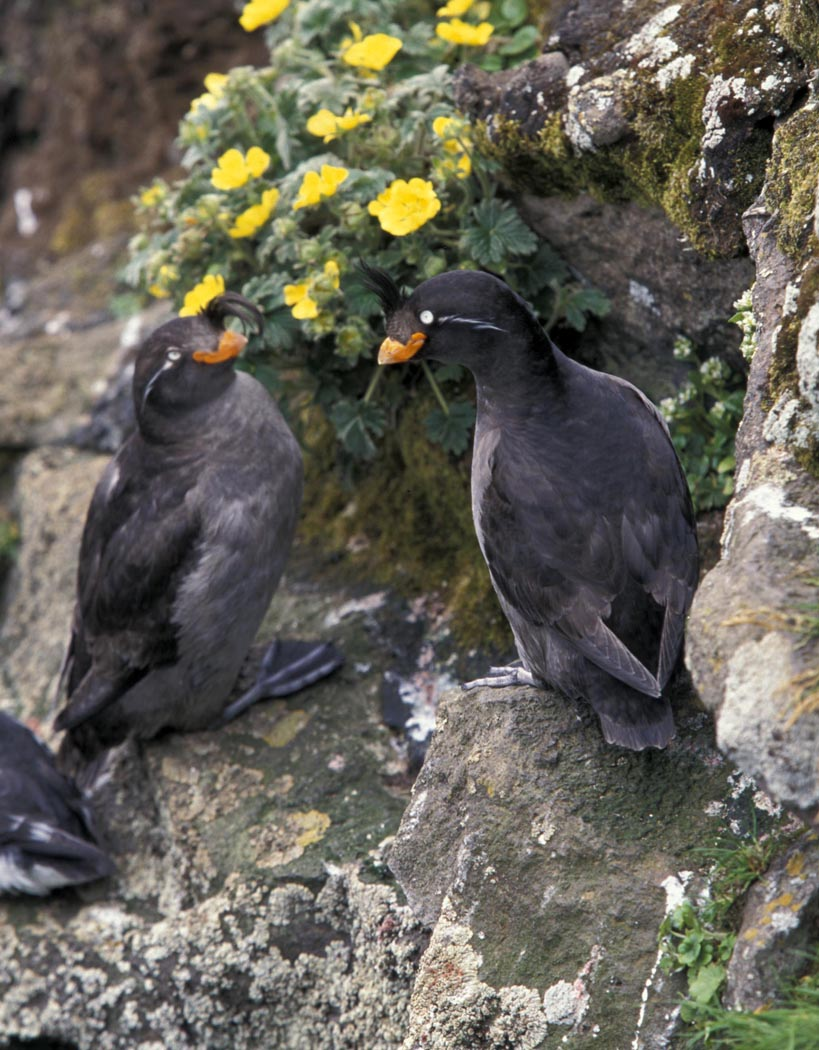
Par de tordas-de-penacho.

A torda-de-penacho pode medir de 18 a 27 cm de comprimento, 34 a 50 cm de envergadura e pesar de 195 a 330 g. Eles têm um bico com ponta laranja-avermelhada e amarela, íris branco-amareladas e plumas auriculares brancas dos olhos até as orelhas. Seus corpos, asas e caudas são principalmente cinza-escuro fuliginoso, enquanto suas pernas e pés são cinza e as garras são pretas. Os machos e as fêmeas são muito parecidos, embora as fêmeas tenham bicos um pouco menores e menos curvados, além de cristas um pouco menores.
As tordas-de-penacho são conhecidas por suas cristas na testa, que são feitas de penas pretas curvadas para a frente. Essas cristas da testa são altamente variáveis e podem ter de duas a vinte e três penas estreitas curvadas para a frente. Em média, a torda tem 12 penas de crista, que têm comprimento variável, entre 8,1 e 58,5 milímetros. As tordas têm plumas auriculares e um bico laranja brilhante com placas acessórias curvas. Assim como as cristas da testa, essas características variam muito nas populações de tordas.
A torda-de-penacho é reconhecida principalmente por duas características durante a época de reprodução. A primeira é a crista, um grupo de penas com cerdas localizado no topo da cabeça, acima dos olhos. A segunda é um odor social que as tordas produzem durante a época de reprodução, descrito como cheiro de tangerina. Esse odor se origina de minúsculas penas, localizadas em um pequeno pedaço de pele entre as omoplatas. Na plumagem de inverno, seus bicos são menores e amarelos opacos. Não possuem placas acessórias e a crista e as plumas auriculares são reduzidas.
Os filhotes são semelhantes aos adultos de inverno, mas sem as plumas auriculares e da crista. Seus bicos são menores e têm uma coloração amarelo-acastanhada. Os filhotes levam 33 dias para atingir o tamanho adulto.

## Distribuição e habitat

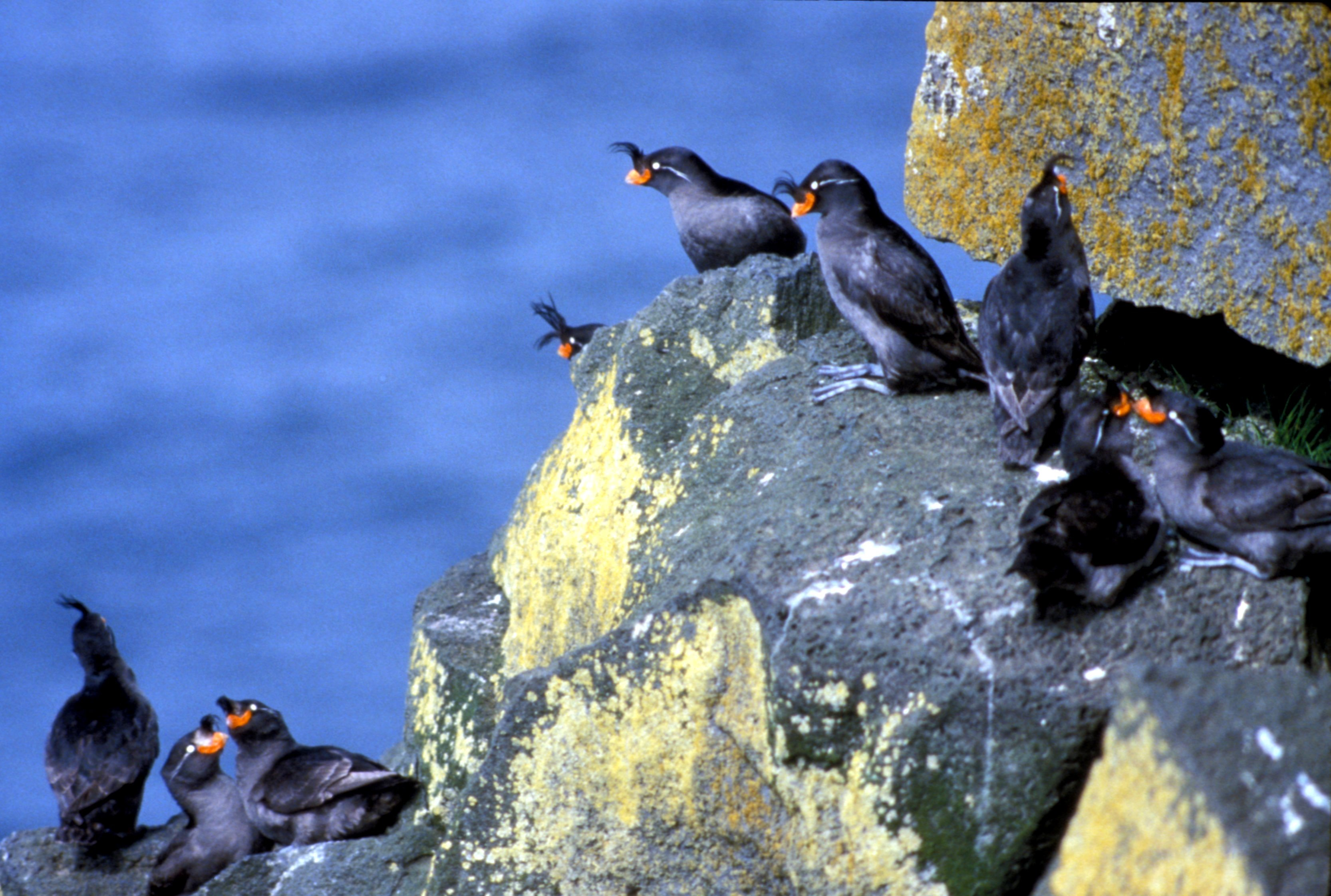
Tordas-de-penacho em um penhasco.

As tordas-de-penacho são encontradas em todo o norte do Oceano Pacífico e no Mar de Bering. Elas são particularmente predominantes durante os meses de inverno sem reprodução ao longo das Ilhas Aleutas, Ilhas Curilas e da ilha russa de Sacalina. Elas viajam para locais de reprodução nas ilhas e costas do Mar de Ocótsqui e do Mar de Bering durante o final da primavera e do verão. Seus habitats consistem em encostas, campos de pedras, fluxos de lava e penhascos marinhos. Elas são frequentemente encontradas com outras espécies de tordas, como a Aethia pusilla. Diariamente, as tordas-de-penacho circulam 500 metros acima do mar e das colônias de reprodução. Esse círculo é acionado por distúrbios e predadores que representam uma ameaça.

## Comportamento e ecologia

### Dieta
As tordas-de-penacho se alimentam principalmente em águas profundas, mas às vezes em áreas mais próximas à costa, mas sempre em grandes bandos. Pouco se sabe sobre a dieta de inverno, mas sugere-se que eles se alimentem de uma variedade de invertebrados marinhos. As tordas-de-penacho são planctonófagas. Sua dieta consiste principalmente de krill, mas também se sabe que comem copépodes, pterópodes (como  Limacina), anfípodes e larvas de peixes. As tordas-de-penacho mergulham da superfície da água para pegar seu alimento. Esse comportamento foi descrito como um “voo” subaquático.

### Reprodução e cuidados parentais

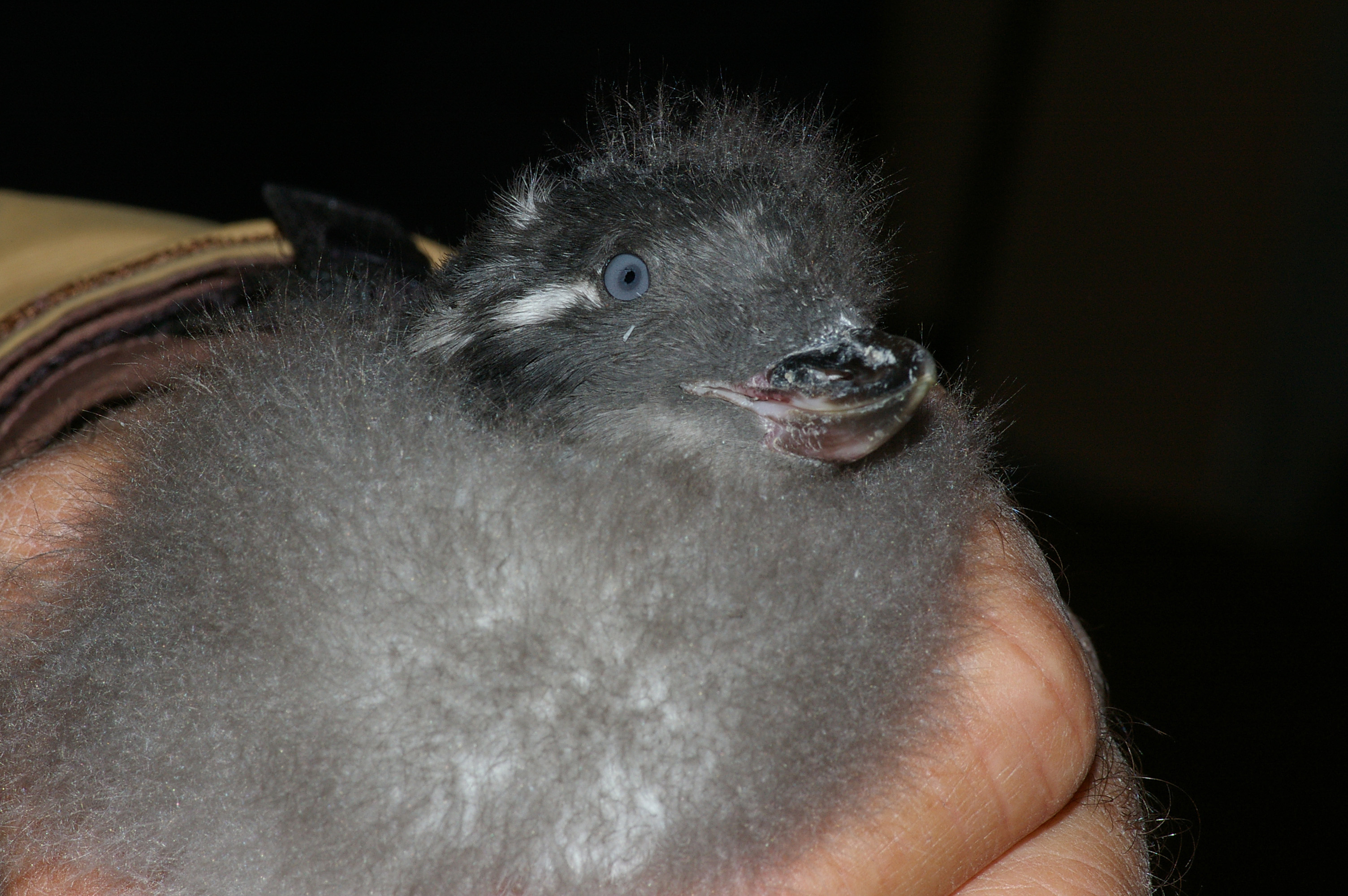
Filhote de torda-de-penacho.

A temporada de reprodução da torda-de-penacho começa em meados de maio e termina em meados de agosto. Seus locais de nidificação são as fendas rochosas da costa do Pacífico Norte. Eles se reproduzem em colônias densas de até um milhão de aves. Por esse motivo, os locais de nidificação são muito próximos, com apenas 0,3 metro de distância entre os ninhos. Mesmo assim, há um alto grau de territorialidade, e os adultos demonstram um alto grau de fidelidade ao local em um ano. Como o acasalamento ocorre no mar e os machos não têm órgão sexual, eles precisam pairar sobre as fêmeas para que o acasalamento seja bem-sucedido. A seleção intersexual é mútua, mas as fêmeas têm a escolha final do parceiro reprodutor.
As tordas-de-penacho são altamente sociais durante a estação de reprodução, antes da formação de pares e após a formação de pares. Entretanto, em um ano de reprodução, as tordas-de-penacho são monogâmicas, com apenas 10% da população tendo cópulas extrapares. Os parceiros continuam a se anunciar para outras aves quando não estão incubando. Embora parte desse comportamento de propaganda possa ser associada ao acasalamento extrapares, sugere-se que a continuação do comportamento permite que as aves encontrem pares para a próxima estação de reprodução. Apenas 45,5% das aves permanecem com o mesmo parceiro na estação reprodutiva subsequente.
Ambos os sexos investem muito no cuidado parental; os pais compartilham igualmente a incubação do único ovo e a criação do filhote. Como ambos os sexos são ornamentados, as tordas-de-penacho se alinham com a teoria do  investimento parental de Robert Trivers, que prevê que, com o cuidado biparental, a escolha mútua surgirá.

### Seleção sexual
As tordas-de-penacho são únicas em seu uso de sinais ópticos, vocais e olfativos no acasalamento. Seu comportamento comunicativo é mais complexo e diversificado do que o de espécies próximas. Há três mecanismos evolutivos gerais propostos para abordar a origem dos traços elaborados de exibição das tordas-de-penacho e dos sinais de acasalamento vistosos dos machos em geral:
- Modelo da seleção sexual de Fisher: O modelo da seleção sexual de Fisher explica as características extravagantes dos machos como resultado de uma ligação genética entre características ornamentais e uma preferência de acasalamento por esses ornamentos. De acordo com esse modelo, as preferências de acasalamento podem ser disseminadas por características arbitrárias ou até mesmo deletérias que não trazem benefícios para a aptidão física, além da seleção sexual.[18]

- A hipótese dos bons genes: O segundo mecanismo são os genes bons, em que a preferência de acasalamento se concentra em características ornamentais que refletem a saúde ou a viabilidade do indivíduo que as expressa. Esses genes bons transmitem benefícios genéticos à prole.[19] Amotz Zahavi propôs o princípio da desvantagem, no qual ele sugere que os traços ornamentais dos indivíduos são indicadores de boa aptidão, pois refletem o sucesso do indivíduo apesar de esses traços serem desvantagens.[19]

- Exploração sensorial: O terceiro mecanismo proposto é a seleção sexual para exploração sensorial, o que resulta em preferências de acasalamento que surgem devido à seleção natural para tendências sensoriais inerentes. Ocorrem mutações que resultam em uma característica de exibição que explora o viés sensorial preexistente.[20]

### Ornamentação

#### Ornamentos visuais

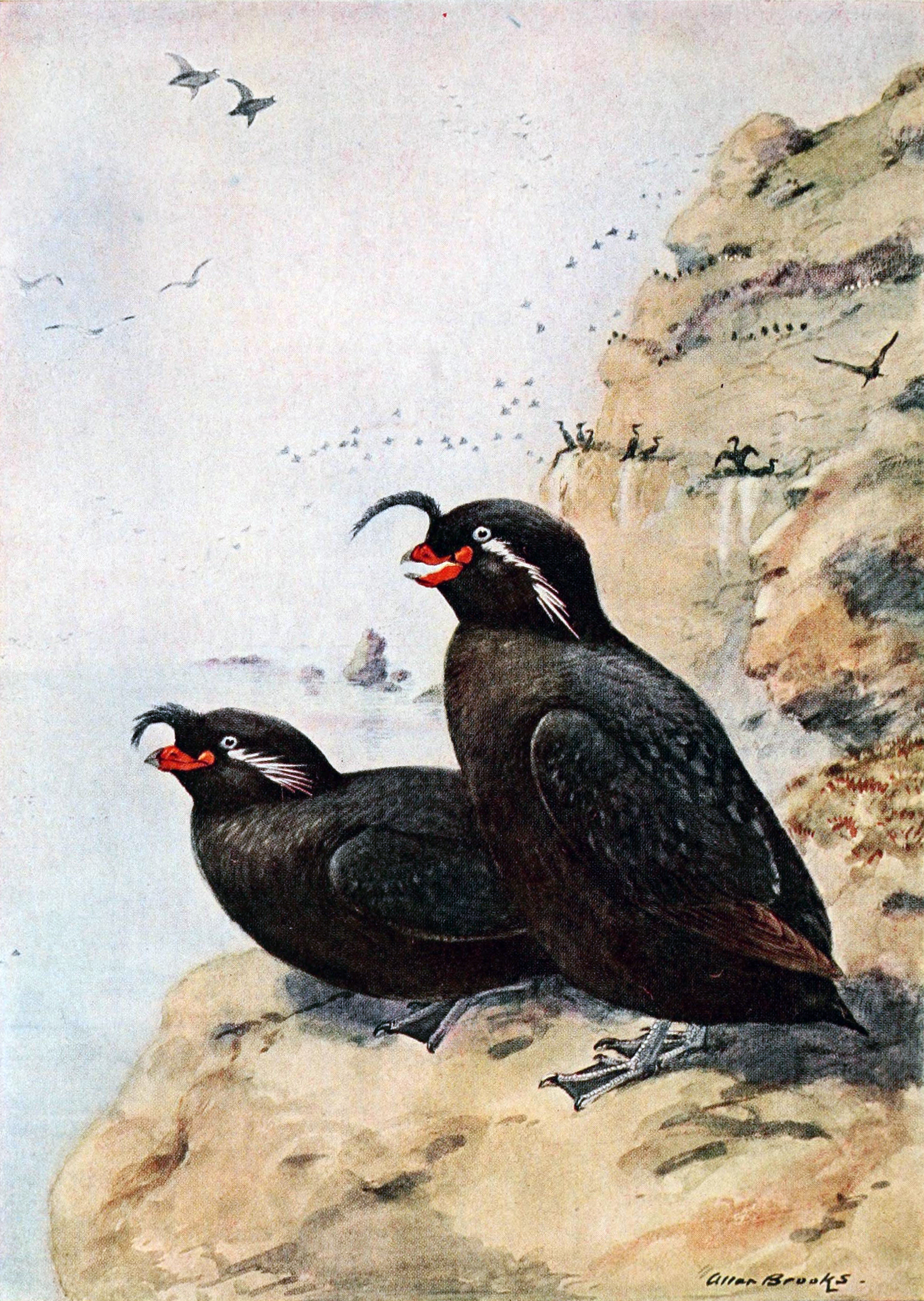
Ilustração de 1913.

A dominância afirmada, com relação à área de exibição reivindicada, foi correlacionada com o comprimento da crista em machos e fêmeas. A existência dessas características monomórficas chamativas é indicativa de intensa seleção sexual para ambos os sexos. Adultos de crista grande de ambos os sexos recebem níveis mais altos de interesse sexual e exibições do sexo oposto em comparação com aqueles com cristas menores. As tordas-de-penacho com cristas maiores têm maior probabilidade de obter parceiros e formar laços mais cedo.
Com base na taxa de divórcio e mortalidade, mais da metade dos indivíduos encontra um novo parceiro a cada ano. O comprimento da crista das fêmeas é o principal fator de troca de parceiros entre os anos.
Embora haja variação nas exibições entre as populações, as cristas e os ornamentos de plumagem da torda-de-penacho são consistentes em termos de expressão em um indivíduo ao longo do tempo. Além disso, há pouco dimorfismo sexual ou evidência de dependência de condições. De acordo com os estudos, parece ser um ornamento neutro em termos de sobrevivência. Alguns estudos, no entanto, oferecem um propósito funcional para esses ornamentos. Um estudo sugere uma ligação entre a complexidade do habitat e a plumagem facial, em que o alongamento facial tátil ajuda os indivíduos a navegar em fendas subterrâneas complexas. É de se esperar que a alta densidade de locais de nidificação da torda-de-penacho imponha pressões seletivas sobre os mecanismos sensoriais.

#### Ornamentos vocais
As tordas-de-penacho têm uma grande variedade de chamados simples e complexos. O billing é “definido como cortejo de pares com exibição vocal de cacarejos mútuos”. É uma parte crucial da formação bem-sucedida de pares e se torna harmoniosa quando os parceiros macho e fêmea se conhecem bem. Os chamados de trombeta são um dos chamados de anúncio mais comuns. O chamado representa uma sequência vocal complexa, mas estereotipada, que está ligada a uma exibição visual específica. Entre indivíduos, os chamados diferem em duração e frequência. Os chamados são realizados principalmente pelos machos, mas também podem ser vistos nas fêmeas. O canto é particularmente forte em fêmeas viúvas. Esses cantos permanecem estáveis de ano para ano, e os cantos específicos dos indivíduos estão associados à manutenção de laços sociais de longo prazo entre pares e entre vizinhos. Isso sugere que os chamados de trombeta podem ser usados tanto para o reconhecimento individual de curto quanto de longo prazo. O reconhecimento dos chamados de indivíduos vizinhos é vantajoso porque minimiza o gasto de energia em exibições agressivas e evita conflitos entre vizinhos e indivíduos confiáveis (o “fenômeno do inimigo querido”).

#### Ornamentos olfativos
As tordas-de-penacho têm um odor característico de plumagem semelhante ao de frutas cítricas. O odor é liberado quando há agitação de penas na nuca e na parte superior das costas do indivíduo devido a ameaças, trombetas ou exibições de billing. A nuvem de odor liberada estimula a exibição de farejamento. A exibição de farejamento é quando as aves inserem totalmente o bico semiaberto na plumagem da outra. Essa exibição ocorre na ausência de agressão óbvia e é importante para a formação de pares. Para ambos os sexos, um odor forte atrai mais indivíduos, que então fazem uma exibição de farejamento.
As secreções de odor aumentam durante a época de reprodução, destacando sua associação com o cortejo e a seleção de parceiros. O odor também pode atuar como repelente de ectoparasitas. Esse odor também é encontrado na torda-de-bigodes.

## Status de conservação

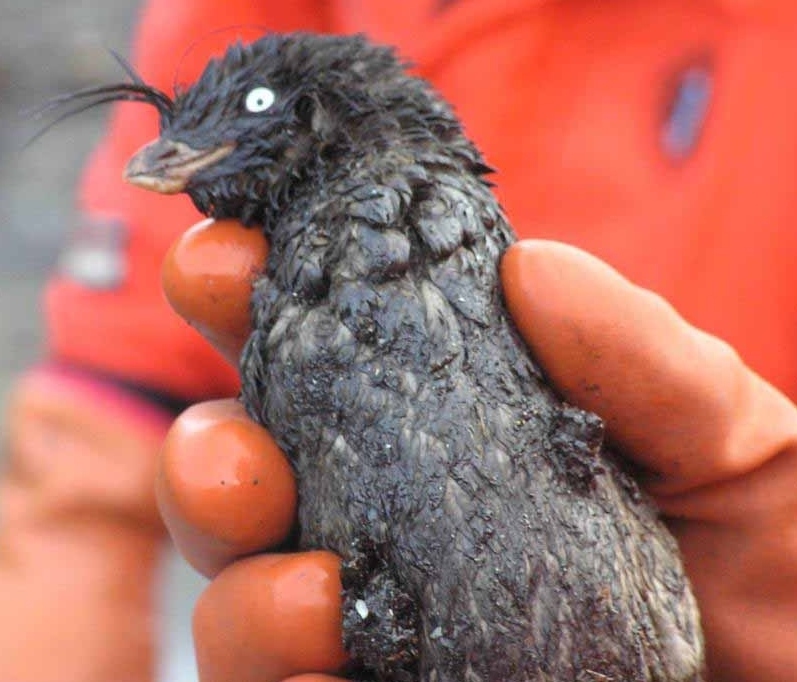
Espécime coberto de óleo após o derramamento de óleo do MV Selendang Ayu.

De acordo com a União Internacional para a Conservação da Natureza, a torda-de-penacho é uma espécie pouco preocupante. A população global ultrapassa 8,2 milhões de indivíduos, enquanto a população da América do Norte é estimada em 2,9 milhões de aves. No entanto, é difícil fazer uma avaliação precisa do número de aves, já que as que estão na superfície da colônia e no mar próximo formam apenas uma pequena proporção da população variável e pouco compreendida.
Há uma preocupação maior com a população do Alasca. Tem havido alta predação por ratos que escaparam de embarcações de pesca no porto. Os principais predadores das tordas são as gaivotas, a raposa-do-Ártico e os corvos-comuns. Eles também foram registrados nos estômagos de halibutes capturados na Ilha de São Lourenço. Os derramamentos de óleo e as colisões com fontes de luz representam riscos adicionais. No Alasca, há alguma caça de subsistência da espécie.

### Livros
- Alderfer, Jonathan; Dunn, Jon L (2011) Field Guide to the Birds of North America, (6th edition) National Geographic Society. ISBN 0-7922-6877-6
- Harrison, Peter (1983)  Seabirds, an Identification Guide, Houghton Mifflin, ISBN 0-395-33253-2
- del Hoyo, Josep (1996) Handbook of the Birds of the World: Hoatzin to Auks Vol 3, Lynx. ISBN 84-87334-20-2
- Sibley, David Allen (2000) The Sibley Guide to Birds, National Audubon Society. ISBN 0-679-45122-6

### Websites
- «Aethia cristatella» (em inglês). ITIS (www.itis.gov)